# 여우와 두루미

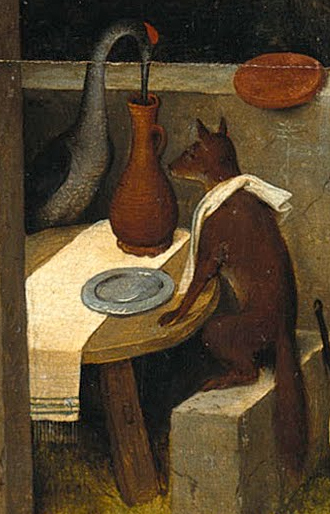
여우와 두루미의 삽화

《여우와 두루미》는 이솝 우화 중 하나이다. 페리 인덱스로는 426번 우화에 해당한다.

## 줄거리
심술을 좋아하는 여우가 두루미에게 "한 턱 낼테니까 어서 오라."고 말하면서 두루미를 자신의 집으로 초대했다. 여우는 두루미에게 일부러 납작한 접시에 담긴 수프를 내밀었다. 두루미는 부리가 길기 때문에 수프를 먹을 수 없었다. 이 모습을 본 여우는 맛있게 수프를 먹었다.
잠시 뒤 두루미는 여우에게 "예전에 음식 대접을 잘 해서 고맙다. 이번에는 내가 한 턱 낼테니까 어서 오라."고 말하면서 여우를 자신의 집으로 초대했다. 두루미는 여우에게 일부러 입이 긴 병에 담긴 수프를 내밀었다. 여우는 입이 짧기 때문에 수프를 먹을 수 없었다. 이 모습을 본 두루미는 맛있게 수프를 먹어치워버렸다.